# Ulrik Munther
Ulrik Munther (Kungsbacka, 18 februari 1994) is een Zweedse zanger en acteur. Hij kreeg nationale bekendheid in Zweden vanaf 2009, toen hij won bij de Lilla Melodifestivalen op vijftienjarige leeftijd, een zangcompetitie vergelijkbaar met het Nederlandse Junior Songfestival. Hij brak pas echt door nadat hij meedeed aan de Melodifestivalen 2012, een voorronde waar wordt bepaald wie er naar het Eurovisiesongfestival 2012 gaat, met zijn liedje Soldiers.
In 2012 stond hij met zijn duet met de Franse Caroline Costa op nummer 6 in de Waalse Ultratop 40. In 2015 debuteerde hij als acteur in de film Efterskalv, waarvoor hij een nominatie voor de Guldbagge kreeg voor beste mannelijke hoofdrol.

## Discografie

### Singles
| Jaar | Single                                         | Hoogste positie | Hoogste positie | Hoogste positie | Certificatie | Album                             |
| Jaar | Single                                         | ZWE             | BEL (Wal)       | FRA             | Certificatie | Album                             |
| ---- | ---------------------------------------------- | --------------- | --------------- | --------------- | ------------ | --------------------------------- |
| 2011 | Boys Don't Cry                                 | 31              | –               | –               |              | Ulrik Munther                     |
| 2011 | Moments Ago                                    | 20              | –               | –               |              | Ulrik Munther                     |
| 2011 | Je t'ai menti (Caroline Costa & Ulrik Munther) | –               | 6               | 107             |              | J'irai (album van Caroline Costa) |
| 2012 | Soldiers                                       | 6               | –               | –               |              | Ulrik Munther (versie uit 2012)   |
| 2013 | Tell the World I'm Here                        | 11              | –               | –               |              | Rooftop                           |

## Filmografie
| Jaar | Film           | Rol  |
| ---- | -------------- | ---- |
| 2015 | The Here After | John |

- Bibsys: 1512647515699
- Bibliothèque nationale de France: cb16588111c (data)
- International Standard Name Identifier: 0000 0003 6953 0598
- MusicBrainz: 3b11dc4b-8f62-4044-b8af-62b97817b44a
- Nederlandse Thesaurus van Auteursnamen: 407151052
- Système universitaire de documentation: 197446337
- Virtual International Authority File: 238926315
- WorldCat: E39PBJycQVVRqRkKjWKqCQ9MT3